# Ким Юджон
Ким Юджон (кор. 김유정; 12 февраля 1908, Силле, Чхунчхондо — 29 марта 1937) — корейский писатель, мастер рассказа.

## Биография
Ким Юджон родился в маленькой деревне Силле в регионе Чхунчхон. Он был младшим сыном в семье с достатком. В 7 лет потерял мать, а в 9 лет — отца. Вырос в Сеуле. В 23 года вернулся в деревню учителем, где стал описывать истории людей, их манеры и речь, а также документировать соседние горы и поля. В 1933 году уехал в Сеул, где серьёзно занялся литературой. Он сохранил народный язык и диалект Чхунчхона, тем самым выработав свой собственный стиль. Место действия в 12 из 30 его произведений связано с Силле. Умер в 29 лет от туберкулёза.

## Творчество
- «Странник среди холмов» (1936).
- «Весна, весна» (1935).
- «Камелии» (1936).
- «Осень» (1936).

Основные мотивы творчества — жизнь крестьян, не с точки зрения идеологии Кан Кён Э и просвещения Ли Гвансу, а с позиций иронии и юмора.